# Liste des vicomtes de Baïgorry
Cette liste comprend l'ensemble des 27 vicomtes de Baïgorry, ayant détenu ce titre de 1030 à 1785, pour le territoire de la vallée de Baigorry, qui s'étend en Basse-Navarre dans l'actuel département français des Pyrénées-Atlantiques.

Armes des vicomtes de Baïgorry, "d'argent à trois fasces d'azur"

## Liste des vicomtes
| Rang | Début    | Fin      | Nom                                             | Commentaire |
| ---- | -------- | -------- | ----------------------------------------------- | --- |
| 1    | 1030     | 1057     | Garcia-Loup I                                   | 3e fils de Loup-Eneco. Il est créé vicomte par Sanche le Grand. |
| 2    | 1057     | 1058     | Loup-Garcia                                     | fils aîné de Garcia-Loup. |
| 3    | 1058     | 1105     | Eneco-Garcia                                    | second fils de Garcia-Loup. |
| 4    | 1105     | 1110 (?) | Loup-Eneco                                      | |
| 5    | 1110 (?) | 1119     | Garcia-Loup II                                  | |
| 6    | 1120     | 1176 (?) | Semen-Garcia I                                  | |
| 7    | 1177 (?) | 1236     | Loup-Semen                                      | reçoit un acte de franchise de Richard Cœur de Lion à Bayonne. |
| 8    | 1236     | 1260 (?) | Semen-Garcia II                                 | |
| 9    | 1260 (?) | 1290 (?) | Garcia-Semen I                                  | |
| 10   | 1290 (?) | 1320 (?) | Semen-Garcia III                                | |
| 11   | 1320 (?) | 1345 (?) | Garcia-Semen II                                 | fils aîné de Semen-Garcia III. Avec son fils illégitime, Garcia ou Garchot d'Echauz, apparaît pour la première fois le nom d'Echauz, d'Etchauz, d'Eschaud, d'Echaux, d'Echaoz, d'Eschaud ou encore des Chaux dans la filiation. |
| 12   | 1346 (?) | 1367 (?) | Raymond-Guillaume                               | second fils de Semen-Garcia III. |
| 13   | 1368 (?) | 1413 (?) | Semen-Garcia IV                                 | vicomte de Baïgorry et seigneur d'Echauz. |
| 14   | 1414 (?) | 1440 (?) | Jean I d'Echauz                                 | Chambellan de Charles le Noble. Il épouse en 1398 Juana Diez de Villegas. |
| 15   | 1440 (?) | 1480 (?) | Charles d'Echauz                                | Il épouse en 1423 Marguerite de Beaumont, fille de Charles de Beaumont, alférez (connétable) de Navarre. |
| 16   | 1480 (?) |          | Philippe d'Echauz                               | fils aîné de Charles d'Echauz, épouse Suzanne de Gramont. |
| 17   |          |          | Gratien d'Echauz                                | il est vicomte lors de la partition de la Navarre (1512 - 1530). |
| 18   |          |          | Antoine ou Antonin d'Echauz                     | il épouse vers 1550 Catherine de Saint-Esteben, parente de Bernard D'Etchepare. Il prend part à la révolte des catholiques contre Jeanne d'Albret, puis se soumet en 1570.                                                      |
| 19   |          |          | Jean II d'Echauz                                | fils du précédent, il est le frère aîné de Bertrand d'Eschaud. Il est déjà vicomte en 1613 lors de l'intrusion des Navarrais en val d'Erro. Il épouse Jeanne d'Aguerre.                                                         |
| 20   |          |          | Jean III d'Echauz                               | fils du précédent, il épouse en 1605 Louise de Montréal (s.p.) puis le 28 mai 1616 Louise de Lur-Saluces. |
| 21   | ?        | ?        | Guillaume d'Echauz                              | fils du précédent, mort jeune sans alliance. |
| 22   | ?        | ?        | Claude-Honorée d'Echauz                         | sœur du précédent, elle épouse le 28 avril 1644 Bernard de Saint-Martin (?-1694). |
| 23   | ?        | 1712     | Jean IV de Saint-Martin (1644-1712)             | fils de la précédente, marié en 1670 avec Marthe de Béarn-Bonasse. |
| 24   | 1712     | 1754     | Jean V de Saint-Martin (1675-1754)              | fils du précédent, marié le 26 avril 1717 à Bayonne avec Laurence de Roll-Montpellier. |
| 25   | 1754     | 1775     | Marthe-Madeleine de Saint-Martin (1722-1775)    | fille du précédent, elle épouse Henri de Caupenne (1703-1774) le 1er mars 1737 à Baïgorry. L'un de leur 16 enfants est Anne-Henri-Louis de Caupenne.                                                                            |
| 26   | 1775     | 1785     | Bernard de Caupenne (1747-1785)                 | fils de la précédente, marié le 3 juillet 1770 à Pau avec Françoise-Olympe-Denise de Siry. |
| 27   | 1785     | 1789     | Jeanne-Marie-Marguerite de Caupenne (1772-1832) | fille du précédent, épouse Jean Isidore Harispe le 23 janvier 1795 (s.p.). |